# Новак, Вильгельм
Вильгельм Густав Германн Новак (нем. Wilhelm Gustav Hermann Nowack; 1850—1928) — немецкий евангелический богослов и педагог.

## Биография
Вильгельм Густав Германн Новак родился 3 марта 1850 года в столице Германии городе Берлине; по вероисповеданию христианин.
Получив соответствующее образование Новак преподавал в университете родного города, а затем стал профессором экзегетики и еврейского языка в Страсбургском университете. 
Наиболее известные теологические труды В. Новака: «Hieronymus und die alttestamentliche Textkritik» (1875); «Assyr.-babylonische Keilenschriften und d. Alte Testament» (1878); «Kommentar zu Hosea» (1880); «Kommentar zu den Psalmen» (1887—1888); «Lehrbuch der hebraischen Archäologie» (2 т., 1893); «Kommentar zu den kleinen Propheten» (2-е изд. 1903); «Die soziale Probleme in Israel» (1892); «Die Entstehung der israelitischen Religion» (2 изд. 1896); «Kommentar zum Buche der Richter und Ruth» (1900); «Kommentar zu den Büchern Samuelis» (1902); «Die Zukunftsweissagungen Israels in der assyrischen Zeit» (1902); «Textausgabe d. kl. Propheten» (1906).
Без отрыва от преподавательской деятельности Hовак издавал «Handkommentar z. A. T.», известный под названием «Nowack’s Handkommentar».
Вильгельм Густав Германн Новак умер 25 мая 1928 года в городе Лейпциге.